# Knack 2
Pour les articles homonymes, voir Knack 2.
Knack 2 est un jeu vidéo d'action et de plates-formes développé par SIE Japan Studio et édité par Sony Interactive Entertainment, sorti en 2017 sur PlayStation 4.
Il fait suite à Knack.

## Synopsis
Knack, le golem fait de reliques accompagné de ses amis est de nouveau confronté aux goblins et à de mystérieuses machines de guerre très anciennes.

## Accueil
- Destructoid : 5,5/10[1]
- Electronic Gaming Monthly : 8/10[2]
- Famitsu : 31/40[3]
- Game Informer : 8,25/10[4]
- Gamekult : 5/10[5]
- GameSpot : 7/10[6]
- GamesRadar+ : 3/5[7]
- IGN : 7,2/10[8]
- Jeuxvideo.com : 12/20[9]
- Polygon : 7,5/10[10]